# Prix Rose-Mary-Crawshay
Le prix Rose-Mary-Crawshay est un prix littéraire féminin récompensant les chercheuses. Inauguré en 1888 par Rose Mary Crawshay (en) sous le nom de Fond en mémoire de Byron, Shelley et Keats, il est le seul prix littéraire anglophone récompensant les femmes chercheuses. Depuis 1916, il est remis par la British Academy.
D'une valeur de 500 £, il est remis chaque année à « une femme de n'importe quelle nationalité, sous la direction du Conseil de la British Academy, qui a écrit ou publié dans les trois ans précédents un travail historique ou critique sur un sujet lié à la littérature anglaise, de préférence sur des sujets liés à Lord Byron, Mary Shelley ou John Keats. ».

## Récipiendaires
Les récipiendaires depuis la création du prix sont, :
- 1916 : Charlotte Carmichael Stopes (en) pour Shakespeare's Environment.
- 1917 :
  - Léonie Villard pour Jane Austen : Sa vie et son œuvre.
  - M. Stawell pour Shelley's Triumph of Life.
- 1918 : Grace Dulais Davies pour Historical Fiction of the Eighteenth Century.
- 1919 : Mary Paton Ramsay (en) pour Les Doctrines médiévales chez Donne.
- 1920 : Jessie Weston (en) pour From Ritual to Romance.
- 1921 : M. E. Seaton pour A Study of the Relations between England and the Scandinavian Countries in the Seventeenth Century Based upon the Evidence of Acquaintance in English writers with Scandinavian Literatures and Myths.
- 1922 : E. C. Batho pour James Hogg, the Ettrick Shepherd.
- 1923 : Joyce Tompkins pour For a study of the Work of Mrs Radcliffe.
- 1924 : Madeleine Cazamian pour Le Roman et les Idées en Angleterre : Influence de la science, 1860-1890.
- 1925 : pas de lauréate.
- 1926 : E. R. Dodds (sous le pseudonyme de Miss A. E. Powell) pour The Romantic Theory of Poetry : an Examination in the light of Croce's Aesthetic.
- 1927 : Alice Schanzer pour Biblioteca Sandron.
- 1928 : Enid Weisford pour The Court Masque : A Study in the Relationship beatween Poetry and the Revels.
- 1929 : Hope Emily Allen (en) pour The Writings Ascribed to Richard Rolle, Hermit of Hampole, and Materials for his Biography.
- 1930 : U. M. Ellis-Fermor pour son édition critique de Tamerlan le Grand de Christopher Marlowe.
- 1931 : Janet Scott pour Les sonnets Élisabéthains.
- 1932 : Helen Darbishire pour The Manuscript of Paradise Lost, book 1.
- 1933 : Eleanore Boswell pour The Restoration Court Stage, 1660-1702.
- 1934 : Dottore Giovanna Foa pour Lord Byron, Poeta e Carbonaro.
- 1935 : Hildegarde Schumann pour The Romantic Elements in John Keats' Writings.
- 1936 : Caroline Spurgeon pour Shakespeare's Imagery.
- 1937 : Frances Yates pour John Florio.
- 1938 : Dorothy Hewlett pour Adonais.
- 1939 : pas de lauréate.
- 1940 : Mary Lascelles pour Jane Austen and Her Art.
- 1941 : Julia Power pour Shelley in America in the Nineteenth Century.
- 1942 : Sybil Rosenfeld pour Strolling Players and Drama in the Provinces, 1660-1765.
- 1943 : Kathleen Tillotson pour Edition of the Poems of Michael Drayton.
- 1944 : Katherine Balderston pour Thraliana.
- 1945 : Rae Blanchard pour The Correspondance of Richard Steele.
- 1946 : pas de lauréate.
- 1947 : M. H. Nicolson pour Newton Demands the Muse: Newton's "Opticks" and the Eighteenth Century Poets.
- 1948 : pas de lauréate.
- 1949 : Rosemond Tuve (en) pour Elizabethan and Metaphysical Imagery.
- 1950 : Helen Darbishire pour son édition des Œuvres poétiques de William Wordsworth.
- 1951 : Rosemary Freeman pour son travail sur Emblem Books.
- 1952 : Mary Ethel Seaton pour Abraham Fraunce's Arcadian Rhetorike.
- 1953 : Helen Gardner (en) pour Divine Poems of John Donne.
- 1954 : Alice Walker pour Textual Problems of the First Folio.
- 1955 : Evelyn M. Simpson pour The Sermons of John Donne.
- 1956 : Helen Estabrook pour Sandison Poems of Sir Arthur Gorges.
- 1957 : J. E. Norton pour Gibbon's Letters.
- 1958 : Mary Caroline Moorman pour Biography of Wordsworth: The Early Years.
- 1959 : Kathleen Coburn (en) pour Notebooks of S. T.  Coleridge, Vol. I, 1794-1804.
- 1960 : Joyce Hemlow (en) pour Biography of Frances Burney.
- 1961 : Vittoria Sanna pour Sir Thomas Browne's "Religio Medici"[5].
- 1962 : Barbara Hardy pour The Novels of George Eliot.
- 1963 : Joan Bennett pour Sir Thomas Browne: His Life and Achievement.
- 1964 : Aileen Ward pour John Keats: The Making of a Poet.
- 1965 : Madeline House pour The Letters of Charles Dickens.
- 1966 : Margaret Crum pour Poems of Henry King.
- 1967 : Enid Welsford pour Salisbury Plain, a Study in the Development of Wordsworth's Mind and Art.
- 1968 : Winifred Gérin pour Charlotte Brontë: the Evolution of Genius.
- 1969 : Alethea Hayter pour Opium and the Romantic Imagination.
- 1970 : Barbara Rooke pour Coleridge's "The Friend".
- 1971 : pas de lauréate.
- 1972 : Valerie Eliot (en) pour son édition des fac-similé de La Terre vaine de T. S. Eliot.
- 1973 : 
  - Marilyn Butler pour Maria Edgeworth: A Literary Biography.
  - Christina Colvin pour Maria Edgeworth: Letters from England 1813-1844.
- 1974 : Jean Robertson pour son édition de Old Arcadia de Philip Sidney.
- 1975 : Doris Langley Moore (en) pour Lord Byron: Accounts Rendered.
- 1976 : Hilary Spurling pour Ivy When Young: The Early Life of Ivy Compton-Burnett 1884-1919.
- 1977 : Harriet Hawkins pour Poetic Freedom and Poetic Truth.
- 1978 : Lyndall Gordon pour Eliot's Early Years.
- 1979 :
  - Elizabeth Murray pour Caught in the Web of Words.
  - Joan Rees pour Shakespeare and the Story.
- 1980 : Helen Gardner pour The Composition of the Four Quartets.
- 1981 : Helen Peters pour son édition de Paradoxes and Problems de John Donne.
- 1982 :
  - Mary Lascelles pour The Story-Teller Retrieves the Past: Historical Fiction and Fictitious History in the Art of Scott, Stevenson, Kipling and some others.
  - Annabelle Terhune pour son édition des Lettres complètes de Edward FitzGerald.
- 1983 : Claire Lamont pour son édition de Waverley de Walter Scott.
- 1984 :
  - Christine Alexander (en) pour The Early Writings of Charlotte Brontë.
  - Gillian Beer (en) pour Darwin's Plots : Evolutionary Narrative in Darwin, George Eliot and Nineteenth-Century Fiction.
- 1985 :
  - Penelope Fitzgerald pour Charlotte Mew and her Friends.
  - Anthea Hume pour Edmund Spenser : Protestant Poet.
- 1986 :
  - Margaret Doody pour The Daring Muse: Augustan Poetry Reconsidered.
  - Ann Saddlemeyer pour The Collected Letters of John Millington Synge.
- 1987 :
  - Rosemary Cowler pour The Prose Works of Alexander Pope.
  - Iona Opie pour The Singing Game.
- 1988 :
  - Jane Millgate (en) pour Scott's Last Edition: A Stury in Publishing History.
  - Kathleen Tillotson pour The Letters of Charles Dickens.
- 1989 :
  - Valerie Eliot (en) pour The Letters of T.S. Eliot 1888-1922.
  - Margaret Smith pour son édition de The Professor de Charlotte Brontë.
- 1990 :
  - Kathleen Coburn (en) pour Notebook of Samuel Taylor Coleridge.
  - Norma Dalrymple-Champneys pour Complete Poetical Works of George Crabbe.
- 1991 :
  - Anne Barton (en) pour The Names of Comedy.
  - Valerie Rumbold pour Women's Place in Pope's World.
- 1992 : Antonia Forster pour Book Reviews in England, 1749-1774.
- 1993 :
  - Barbara Rosenbaum pour Index of Literary Manuscripts, volume IV, part 2: Hardy to Lamb.
  - Margaret Reynolds pour son édition critique de Aurora Leigh de Elizabeth Barrett Browning.
- 1994 :
  - Margaret Caldwell pour son édition des Grandes Espérances.
  - Janet Gezari (en) pour Charlotte Brontë and Defensive Conduct.
- 1995 :
  - Caroline Franklin pour Byron's Heroines.
  - Jenny Uglow (en) pour Elizabeth Gaskell: A Habit of Stories.
- 1996 :
  - Kate Flint pour The Woman Reader 1837-1914.
  - Ruth Smith pour Handel's Oratorios and Eighteenth Century Thought.
- 1997 : Hermione Lee pour Virginia Woolf.
- 1998 :
  - Moyra Haslett pour Byron's Don Juan and the Don Juan Legend.
  - Katie Trumpener (en) pour Bardic Nationalism : The Romantic Novel and the British Empire.
- 1999 :
  - Elizabeth Wright pour Psychoanalytic Criticism : A Reappraisal.
  - Karen O'Brien pour Narratives of Enlightenment : Cosmopolitan History from Voltaire to Gibbon.
- 2000 :
  - Marina Warner pour No Go the Bogeyman: Scaring, Lulling and Making Mock.
  - Joanne Wilkes (en) pour Lord Byron and Madame de Staël: Born for Opposition.
- 2001 :
  - Annette Peach pour Portraits of Byron.
  - Lucy Newlyn (en) pour Reading, Writing and Romanticism : The Anciety of Reception.
- 2002 :
  - Wendy Doniger pour The Bedtrick : Tales of Sex and Masquerade.
  - Kate Flint pour The Victorians and the Visual Imagination.
- 2003 :
  - Jane Stabler pour Byron, Poetics and History.
  - Claire Tomalin pour Samuel Pepys: The Unequalled Self.
- 2004 :
  - Maud Ellmann pour Elizabeth Bowen: The Shadow Across the Page.
  - Anne Stott pour Hannah More: The First Victorian.
- 2005 :
  - Claire Preston pour Thomas Browne and the Writing of Early Modern Science.
  - Judith Farr et Louise Carter pour The Gardens of Emily Dickinson.
- 2006 : Rosalind Ballaster pour Fabulous Orients: Fictions of the East in England 1662-1785.
- 2007 : Susan Oliver pour Scott, Byron and the Politics of Cultural Encounter.
- 2008 : Helen Small (en) pour The Long Life.
- 2009 :
  - Frances Wilson (en) pour The Ballad of Dorothy Wordsworth.
  - Molly Mahood (en) pour The Poet as Botanist.
- 2010 : Daisy Hay (en) pour Young Romantics.
- 2011 : Fiona Stafford (en) pour Local Attachments: The Province of Poetry.
- 2012 : Julie Sanders pour The Cultural Geography of Early Modern Drama 1620-1650.
- 2014 : Julie Sanders pour The Work of Revision.
- 2015 :
  - Catherine Bates pour Masculinity and the Hunt: Wyatt to Spenser.
  - Ankhi Mukherjee (en) pour What is a Classic? Postcolonial Rewriting and Invention of the Canon.
- 2016 : Lyndsey Stonebridge (en) pour The Judicial Imagination : Writing after Nuremberg.
- 2017 : Kate Bennett pour John Aubrey : Brief Lives with an Apparatus for the Lives of our English Mathematical Writers.
- 2018 : Emma J. Clery pour Eighteen Hundred and Eleven : Poetry, Protest and Economic Crisis.
- 2019 : Marina MacKay pour Ian Watt : the Novel and Wartime Critic.